# 何旭初
何旭初（1921年—1990年），男，河南扶沟人，中国数学家，南京大学教授，曾任中国数学会理事，中国运筹学会常务理事。